# Адміністративний устрій Дунаєвецького району
Адміністративний устрій Дунаєвецького району — адміністративно-територіальний поділ Дунаєвецького району Хмельницької області на 1 міську громаду, 2 селищні громаду та 1 сільську громаду, які об'єднують 86 населених пунктів та підпорядковані Дунаєвецькій районній раді. Адміністративний центр — місто Дунаївці.

## Список громадДунаєвецького району
- Дунаєвецька міська громада
- Дунаєвецька селищна рада
- Маківська сільська громада
- Смотрицька селищна громада

* Примітки: м. — місто, с-ще — селище, смт — селище міського типу, с. — село